# 八王子郵便局
八王子郵便局（はちおうじゆうびんきょく）は、東京都八王子市にある郵便局。民営化前の分類では集配普通郵便局であった。

## 概要
住所：〒192-8799 東京都八王子市大和田町7-21-1

## 沿革
- 1872年8月4日（明治5年7月1日） - 八王子郵便取扱所として開設[1]。
- 1873年（明治6年）4月1日 - 八王子郵便仮役所となる。
- 1875年（明治8年）1月1日 - 八王子郵便局（三等）となる。翌1月2日、為替取扱所を設置。
- 1879年（明治12年） - 貯金預所を設置。
- 1891年（明治24年）6月16日 - 八王子郵便電信局となる。
- 1903年（明治36年）4月1日 - 通信官署官制の施行に伴い八王子郵便局となる。
- 1953年（昭和28年）9月21日 - 八王子市横山町から、同市旭町に局舎を新築、移転[2]。
- 1956年（昭和31年）11月1日 - 電話通話および和文電報受付事務の取扱を開始。
- 1977年（昭和52年）10月17日 - 八王子市旭町[3]から、同市大和田町七丁目に局舎新築、移転。
- 1993年（平成5年）7月1日 - 外国通貨の両替および旅行小切手の売買に関する業務取扱を開始。
- 2007年（平成19年）10月1日 - 民営化に伴い、併設された郵便事業八王子支店に一部業務を移管。
- 2012年（平成24年）10月1日 - 日本郵便株式会社の発足に伴い、郵便事業八王子支店を八王子郵便局に統合。
- 2017年（平成29年）2月6日 - ゆうゆう窓口の24時間営業を廃止。

## 取扱内容
- 郵便、印紙、ゆうパック、内容証明
- 貯金、為替、振替、振込、国際送金、外貨両替、国債、投資信託
- 生命保険、バイク自賠責保険、自動車保険、変額年金保険
- ゆうちょ銀行ATM
- 八王子市内の一部地域の集配業務
- ゆうゆう窓口

## 風景印
- 図案は『陣馬山並』・『八王子車人形』・『いちょう並木』
- 使用開始日は1979年（昭和54年）10月17日

### 過去の風景印
- 1956年（昭和31年）3月1日 - 1979年（昭和54年）10月16日
  - 図案は『多摩陵(武蔵陵墓地)』・『クワの葉』・特産品『絹織物』

## 周辺
- 小宮公園
- ひよどり山トンネル
- 国道16号
- 国道20号
- 浅川

## アクセス
- 東日本旅客鉄道（JR東日本）八王子駅もしくは京王線 京王八王子駅からそれぞれ徒歩約15分
- 西東京バス 八王子郵便局前停留所下車
- 中央自動車道 八王子ICから南へ約1km
- 駐車場あり：9台